# Vicente Sáez (coreògraf)
Vicente Sáez (Elx, 1962) és un coreògraf i intèrpret valencià.

## Biografia
Coreògraf, ballarí, fundador i director d’una de les companyies de dansa contemporània més internacionals de València, creada el 1985. Conceptes com «ànima», «esperit» i «ésser intern» són clau per a comprendre el llenguatge coreogràfic de Vicente Sáez, centrat en la recerca de la puresa del moviment per despertar emocions, pensaments i sentiments en l'espectador. El seu desig de sincretisme entre Orient i Occident inunda les seves creacions.
Vicente Sáez va iniciar els seus estudis de dansa als divuit anys, quan es va traslladar a Barcelona a l'escola Domènech per a aprendre tècniques de dansa i Pilates. Abans havia fet uns mesos de formació en dansa jazz a Elx. L’any següent va ingressar a l’Institut del Teatre, on va assimilar les tècniques bàsiques de dansa moderna durant dos anys i va crear el seu propi llenguatge amb la finalitat d’emmotllar els moviments a les particularitats del seu cos. Com a resultat d’aquest procés d’autoconeixement va sorgir l'estil natural que el caracteritza.
En els inicis de la seva etapa barcelonina, va coreografiar algunes performances en espais alternatius. Combinava la creació amb l’aprenentatge amb diversos mestres catalans de la dansa contemporània, com Cesc Gelabert i Ramon Oller. Va continuar la formació a Bèlgica del 1986 al 1988 treballant com a ballarí a l’Ottone d'Anne Teresa De Keersmaeker.
Nombrosos ballarins han format part de la companyia, com Assumpta Arqués, Lorenza di Calogero, Oscar Dasí, José Milà Ruiz, Natàlia Espinet, Asun Noales, Arancha Sagardoy, Rafael Linares, Sofia Asencio, Juan Antonio Saorín, Lucía Marián de Dios i Asier Zabaleta, entre d'altres, molts dels quals actualment dirigeixen les seves pròpies companyies o es dediquen a la docència.

## Estrenes
El 6 de juny del 1985 a la sala KGB de Barcelona va presentar la seva primera peça curta per a quatre ballarins, titulada The Lorry, en la qual és evident la preocupació per la matemàtica i la geometria en el treball de l'espai. Eliminació s’estrena el 1987 a la sala Carnot d’Ais de Provença (França). U és el títol de l'espectacle per a deu intèrprets encarregat a Vicente Sáez pel festival d’Ais de Provença. D’aquesta actuació va sorgir l'encàrrec del director del Festival de Klapstuck (Bèlgica) de crear Ens grup, estrenat aquell mateix any.
El primer Festival de Dansa València del 1988, creat per Toni Pastor, va ser una plataforma de promoció de la companyia, sobretot en l’àmbit internacional dels programadors europeus. En el marc del festival va conèixer Jean Marc Liverato, qui a partir d’aleshores serà productor i col·laborador dels seus espectacles posteriors. Va presentar un solo de deu minuts Ens sol, centrat en la introspecció. Rapta es un duo amb el coreògraf Francisco Lloberas. Rapta es va estrenar el 1990 al Beursschouwburg de Brussel·les. Ouadi, estrenada a La Nau de Girona el maig del 1992.
Iris, inspirat en la llum i en el mite d'Ícar, es va estrenar a Ginebra (Suïssa) el 1994 i es va presentar en gira per diverses ciutats espanyoles, a més de Bèlgica, la Gran Bretanya, Itàlia, Holanda i Alemanya. Regina mater es va estrenar en el teatre central de Sevilla el 1995. Va rebre el premi a la Millor Coreografia de Teatres de la Generalitat Valenciana el 1995. Wirbel del 1996 es basa en un procés de recerca de diferents dinàmiques i qualitats en els vuit ballarins per a arribar a l'espiral.
Zar es va estrenar el mateix any per al festival New Moves de Glasgow. Atman va ser premiat com a millor espectacle de dansa per la Generalitat Valenciana el 1998. Sonata va néixer de la celebració de Tessalònica com a capital cultural d'Europa el 1997.
Es va iniciar aleshores la recerca de l’harmonia entre la composició coreogràfica, el vestuari, la il·luminació, la música i l'escenografia. Per a aconseguir-ho va unir la dansa amb altres arts: l’òpera amb Carmen a 1998, el teatre clàssic amb Apocalípsis i l’acte sacramental medieval amb Lilah, sota la direcció artística d’Irene Papas i amb Vicente Sáez com a director d’escena i coreògraf.
Aquest mateix any la companyia es va associar al Centre Coreogràfic de la Comunitat Valenciana i es va obrir una nova etapa per a la companyia. Fenix va obrir el Festival Dansa València de l’any 2000 i Eva Milenium el 2001 al Festival Sagunt a Escena. Talismà és un depurat solo del coreògraf estrenat a Staatstheatre Baunschweig (Alemanya) l’any 2003. Aquesta peça va ser l’última creació de la companyia, que es va dissoldre poc després.

## Biografia complementària
- Diversos autors. Moviments. Panoràmica de la dansa contemporània espanyola. Una dècada en moviment. València: Teatres de la Generalitat Valenciana: Obra Social Caixa Madrid, 1997.
- Gimenez Morte, Carmen. La danza contemporánea en la Comunidad Valenciana. Los primeros pasos. València: Centre Coreogràfic de la Comunitat Valenciana: Teatres de la Generalitat Valenciana: Conselleria de Cultura i Educació, 2001.
- Giménez Morte, Carmen. Vicente Sáez. Espíritu y materia en danza. València: Diputació de València: Institució Alfons el Magnànim, 1999. (Itineraris; 5)